# Pont Georges-Clemenceau
Pour les articles homonymes, voir Pont Clemenceau.
Le pont Georges-Clemenceau de Nantes est construit de 1962 à 1966.
Formant une partie de la « deuxième ligne de ponts », celui-ci traverse le « bras de Pirmil », bras de Loire situé au sud de l'île de Nantes, et relie le boulevard Général-De-Gaulle (anciennement « boulevard de Beaulieu ») dans le quartier Nantes Sud, nouvellement créé à l'époque, au boulevard Émile-Gabory, qui est créé plus tard.

## Type de construction
- Pont en dalles et poutres
- Multiples poutres
- Pont-route

## Informations techniques
- Matériaux de construction : dalles en béton armé
- Poutres en acier
- Nombre de travées : 3